# Der Tag An Dem Die Welt Unterging
Der Tag an dem die Welt unterging (Español: El día que el mundo se vino abajo) es el segundo álbum de la banda de metalcore alemana We Butter The Bread With Butter. Fue lanzado el 14 de mayo de 2010 a través de Redfield Records.

## Lista de canciones
| N.º | Título                                                                             | Duración |  |
| 1.  | «Der Anfang vom Ende» (Español: El Comienzo del Fin)                               | 1:48     |  |
| 2.  | «Der Tag an dem die Welt unterging» (Español: "El Día Que El Mundo Se Vino Abajo") | 3:35     |  |
| 3.  | «Oh Mama mach Kartoffelsalat» (Español: "Oh Mamá Haz Ensalada de Papas")           | 2:21     |  |
| 4.  | «Alptraumsong» (Español: "Canción de Pesadilla")                                   | 3:22     |  |
| 5.  | «Superföhn Bananendate»                                                            | 3:02     |  |
| 6.  | «3008»                                                                             | 1:53     |  |
| 7.  | «Glühwürmchen» (Español: "Luciérnaga")                                             | 3:53     |  |
| 8.  | «Sabine Die Zeitmaschine» (Español: "Sabine, La Máquina Del Tiempo")               | 3:10     |  |
| 9.  | «Der Kleine Vampir» (Español: "El Pequeño Vampiro")                                | 3:29     |  |
| 10. | «13 Wünsche» (Español: "13 Deseos")                                                | 3:10     |  |
| 11. | «Schiff Ahoi» (Español: "Barco a la Vista")                                        | 0:37     |  |
| 12. | «Wir Gehen An Land» (Español: "Vamos a tierra")                                    | 2:25     |  |
| 13. | «Mein Baumhaus» (Español: "Mi Casa del Árbol")                                     | 2:21     |  |
| 14. | «Feueralarm» (Español: "Alarma de Incendios")                                      | 3:19     |  |
| 15. | «Das Ende» (Español: "El Fin")                                                     | 3:53     |  |

## Créditos
We Butter The Bread With Butter
- Tobias "Tobi" Schultka — voz principal, batería, programación
- Marcel "Marci" Neumann — guitarra, bajo